# Pomnik żołnierzy 13 Armii Radzieckiej w Wodnicy
Pomnik żołnierzy 13 Armii Radzieckiej w Wodnicy – nieistniejący pomnik poświęcony sowieckim żołnierzom 13 Armii Ogólnowojskowej poległym podczas walk nad Odrą, w tym podczas zdobywania niemieckiej twierdzy w Ścinawie (1945 rok), zlokalizowany był w przysiółku Tarchalic, Wodnicy (województwo dolnośląskie, powiat wołowski), na terenie Parku Krajobrazowego Dolina Jezierzycy.
Obiekt w formie obelisku stał naprzeciw lokalnej stadniny koni, przy drodze wojewódzkiej nr 340 ze Ścinawy do Wołowa. Upamiętniał żołnierzy Armii Czerwonej, którzy walczyli i polegli w dniach 23 stycznia – 2 lutego 1945 roku. Według dawnej inskrypcji na tablicy pamiątkowej pomnik wystawiło "społeczeństwo ziemi wołowskiej".

Inskrypcja brzmiała:
Wieczna
chwała
żołnierzom
13 Armii
Radzieckiej
poległym
w walkach nad Odrą
23 • I • - 2 • II • 1945
Społeczeństwo
Ziemi Wołowskiej.
Obok pomnika stał drewniany krzyż z krucyfiksem.
W czerwcu 2023 pomnik został rozebrany.